# Rechteckfunktion

Rechteckfunktion

Die Rechteckfunktion, auch rect-Funktion, ist eine unstetige mathematische Funktion mit folgender Definition:
{\displaystyle \operatorname {rect} (t)=\Pi (t)={\begin{cases}0&{\text{wenn }}|t|>{\frac {1}{2}}\\[3pt]{\frac {1}{2}}&{\text{wenn }}|t|={\frac {1}{2}}\\[3pt]1&{\text{wenn }}|t|<{\frac {1}{2}}\end{cases}}}
Alternative Definitionen, die vor allem im Bereich der Signalverarbeitung üblich sind, legen die Rechteckfunktion vereinfacht fest als:
{\displaystyle \operatorname {rect_{d}} (t)={\begin{cases}1&{\text{wenn }}|t|\leq {\frac {1}{2}}\\[3pt]0&{\text{wenn }}|t|>{\frac {1}{2}}\end{cases}}}

## Allgemeines
Die Rechteckfunktion kann auch mit Hilfe der Heaviside-Funktion {\displaystyle \Theta (x)} ausgedrückt werden als:
{\displaystyle \operatorname {rect} (t)=\Theta \left(t+{\frac {1}{2}}\right)\cdot \Theta \left({\frac {1}{2}}-t\right)=\Theta \left(t+{\frac {1}{2}}\right)-\Theta \left(t-{\frac {1}{2}}\right)}
Dabei ist {\displaystyle \Theta (0)={\tfrac {1}{2}}} gesetzt.
Die Fourier-Transformation der Rechteckfunktion ergibt die sinc-Funktion {\displaystyle \operatorname {sinc} (x)=\sin(\pi x)/(\pi x)}:
{\displaystyle {\mathcal {F}}\{\operatorname {rect} (t)\}=\operatorname {sinc} (f)}
Das gilt auch für {\displaystyle \operatorname {rect_{d}} (t)}. Umgekehrt gilt allerdings formal nicht
{\displaystyle {\mathcal {F}}\{\operatorname {sinc} (t)\}=\operatorname {rect} (f)}.
Denn es ist {\displaystyle \operatorname {sinc} \notin L^{1}(\mathbb {R} ^{n})}, und somit konvergiert das Integral der gewöhnlichen Fouriertransformation nicht. Die Gleichung gilt allerdings im Sinne der Fouriertransformation temperierter Distributionen. 

## Verschiebung und Skalierung
Eine Rechteckfunktion, die bei {\displaystyle t_{0}} zentriert ist und eine Dauer von {\displaystyle T} hat, wird ausgedrückt durch
{\displaystyle \operatorname {rect} \left({\frac {t-t_{0}}{T}}\right)\,.}

## Ableitung
Die Rechteckfunktion ist als unstetige Funktion weder im klassischen Sinne differenzierbar noch ist sie schwach differenzierbar. Allerdings ist eine Distributionenableitung durch die diracsche Delta-Distribution {\displaystyle \delta } möglich:
{\displaystyle \operatorname {rect} '(t)=\delta \left(t+{\frac {1}{2}}\right)-\delta \left(t-{\frac {1}{2}}\right)}

## Weitere Zusammenhänge
Die Faltung zweier gleicher Rechteckfunktionen ergibt die Dreiecksfunktion, die Integration eine Rampenfunktion. Eine Form mit periodischer Fortsetzung der Rechteckfunktion sind die Rademacherfunktionen. Eine weitere Form der periodischen Fortsetzung von {\displaystyle \operatorname {rect} } ergibt die konstante Funktion {\displaystyle \operatorname {1} }.
Die mehrfache Faltung mit {\displaystyle n\in \mathbb {N} } Faltungen
{\displaystyle \underbrace {\operatorname {rect} (t)*\operatorname {rect} (t)*\operatorname {rect} (t)*\dotsm } _{n{\text{-mal}}}}
ergibt für {\displaystyle n\to \infty } mit einer geeigneten Skalierung die Gaußsche Glockenkurve.